# Sergius Sax
Sergius Sax-Oldenbourg, nach 1939 auch Serge Saxe, (* 18. November 1901 in Kiew, Russisches Kaiserreich, heute Ukraine; † 12. Juli 1967 in Fort Worth, Texas, Vereinigte Staaten) war ein an deutschsprachigen Bühnen tätiger Schauspieler, Theaterleiter, Conferencier, Regisseur, Dramaturg, Sänger, Rezitator und Hörspielsprecher. Nach seiner Auswanderung arbeitete er in den USA überwiegend als Komponist.

## Leben und Wirken
Nach der Tochter Colette (1899–1972) war Sergius das zweite Kind aus der Ehe zwischen Julius Spoliansky (1870–vor 1919) und Rachel Maria geb. Sachs (1876–1943). Nach dem Tod des Vaters nahm Sergius zunächst den Mädchennamen seiner Mutter an. Die Mutter heiratete 1908 in München den Buchhändler und Verleger Alexander Otto Hermann Oldenbourg (1881–1952). Die Ehe wurde 1936 geschieden.
Wann genau der im zaristischen Russland geborene Sax, der seine Studienjahre in Wien verbracht hatte, in Deutschland eintraf, ist nicht bekannt. Das erste Festspielengagement des Stiefsohns des Verlegers Oldenbourg führte in der Spielzeit 1925/26 an das Staatstheater Kassel. In der Folgesaison 1926/27 kam er einer Verpflichtung an die Vereinigten Städtischen Theater Düsseldorf nach. Auch hier blieb er nur eine Spielzeit. In den folgenden drei Jahren, von 1927 bis 1930, gehörte Sergius Sax den Vereinigten Stadttheater Kölns an und wurde dort ab 1928 auch als Dramaturg eingesetzt. Einen besonderen Erfolg feierte er im selben Jahr am Kölner Schauspielhaus mit seiner Darstellung des jungen Preußenkönigs in Ernst Lissauers Historiendrama Yorck. Zu dieser Zeit übernahm Sax überdies erstmals Rollen in Hörspielen der WERAG (einem Vorläufer des WDR). 1930 traf er in Berlin ein und wurde an das dortige Deutsche Künstlertheater geholt. In der Spielzeit 1931/32 wirkte er als Schauspieler am Lessingtheater. Zeitgleich trat er 1931 mit drei Nebenrollen – als Kronprinz Ludwig in Elisabeth von Österreich, als höfischer Diener in Der Kongreß tanzt und als Kurdirektor in Mein Freund, der Millionär – auch vor die Filmkamera. In der letzten Theatersaison der Weimarer Republik (1932/33) wirkte Sergius Sax als Regisseur und Schauspieler am Schiffbauerdamm-Theater.
Von den Nationalsozialisten als „nichtarisch“ eingestuft, musste Sax einige Monate nach deren Machtantritt 1933 das Land verlassen. In der Schweiz reüssierte er mit seiner Inszenierung von Henrik Ibsens Stück John Gabriel Borkmann, das er kurz danach, noch im Frühjahr 1933, mit Paul Wegener auch in Deutschland (Erfurt, Hamburg, Bremen, Düsseldorf) inszenieren durfte. Seine Wiener Inszenierung im Raimund-Theater fand wohlwollende Aufnahme bei der Kritik. Dort hieß es: „Die Regie Sergius Sax’ ist mit viel Geschick und Verständnis darum bemüht, die selbstherrlichen Figuren des tragisch-trostlosen Spiels plastisch gegeneinander abzustimmen und ihnen Wirkungsraum zu schaffen.“ Ebenfalls in der österreichischen Hauptstadt fand er Beschäftigung als Hörspielsprecher (so beispielsweise unter der Regie von Karlheinz Martin in Kabale und Liebe), Darsteller (etwa 1933 in dem Lustspiel Die Liebesschaukel), Sänger und Conferencier/Sprecher, etwa bei einem Felix-Salten-Abend im Januar 1934.
In der Spielzeit 1934/35 wirkte er als Schauspieler und Regisseur am Stadttheater von Luzern (Schweiz) und nahm dort auch an Rundfunkveranstaltungen wie einem „Österreichischen Abend“ teil. Anschließend kehrte Sergius Sax nach Österreich zurück, wo er bis kurz vor dem „Anschluss“ im März 1938 erneut als Vorleser oder Conferencier, etwa bei Liederabenden im Rundfunk, eingesetzt wurde. Angesichts dieser in nicht einmal anderthalb Jahrzehnten dargebotenen, beeindruckenden Aktivitätenvielfalt nannte ihn die Presse zuletzt einen „merkwürdigen Alleskönner“. Noch im selben Jahr 1938 setzte er sich nach Paris ab. Im September 1939 gelang dem jüdischen Künstler die Flucht von Italien in die Vereinigten Staaten. Von Theater- oder Filmaktivitäten hatte er sich bereits zu diesem Zeitpunkt getrennt. Bei seiner Einbürgerung bezeichnete er sich nur noch als Schriftsteller und Komponist. Er änderte seinen Namen in Serge Saxe und baute sich eine erfolgreiche musikalische Karriere auf. Besonders unterstützte er die Aufführung von Opern in englischer Sprache. Drei Jahre lang war er Präsident der Fort Worth Opera Association. Er starb 1967 in einem Krankenhaus an seinem texanischen Wohnort Fort Worth.
Sax hatte 1926 die US-Amerikanerin Frances Berenice (* 1899) in Düsseldorf geheiratet. Die  Ehe wurde später geschieden. Aus dieser Verbindung stammte sein Sohn John Peter (* 1926). 1950 heiratete er in Danbury, Connecticut, Gladys Westbrook (1893–1983). Die Grabstätten der Eheleute befinden sich auf dem Greenwood Memorial and Park Mausoleum in Fort Worth.

## Hörspiele in Deutschland
- 1927: Macbeth (als Lennox), Regie: Gustav Hartung
- 1928: Dantons Tod (als Laflotte), Regie: Rudolf Rieth
- 1929: Die heilige Johanna (als Gilles de Rais), Regie: Ernst Hardt
- 1929: Hamlet (als Horatio), Regie: Ernst Hardt
- 1929: Die Soldaten (als Desportes), Regie: Hanns Ulmann

## Filmografie (komplett)
- 1931: Elisabeth von Österreich
- 1931: Der Kongreß tanzt
- 1931: Mein Freund, der Millionär